# Natural Disaster
«Natural Disaster» es una canción del cantante británico Example con producción del DJ y productor holandés Laidback Luke. Es el tercer sencillo del tercer álbum de estudio de Example titulado Playing in the Shadows.
El 11 de julio de 2011 se lanzó en formato digital, la versión “Instrumental Extended Mix” me chips 3 pingos a nombre de Laidback Luke y el 16 de octubre se editó su lanzamiento oficial con las voces de Example.

## Video musical
El videoclip fue dirigido por Ben Peters y fue estrenado a través de YouTube el 14 de septiembre de 2011.
Muestra a un joven que entra en trance al hacerse una "tranfusión de audio" escuchando la canción e intervienen sus padres impidiendo que deje de hacer lo que estaba haciendo al considerarlo nocivo para su hijo.
Eso no impide al muchacho donde va en busca de una alternativa para ingresar luego al club donde se encuentra con sus ídolos.

## Listado de canciones
| Descarga digital (Remixes) |                                                         |          |  |
| N.º                        | Título                                                  | Duración |  |
| 1.                         | «Natural Disaster» (Uk Radio Edit)                      | 2:59     |  |
| 2.                         | «Natural Disaster» (Andy C Remix)                       | 5:27     |  |
| 3.                         | «Natural Disaster» (Skream Remix)                       | 4:42     |  |
| 4.                         | «Natural Disaster» (Benny Benassi Remix)                | 5:17     |  |
| 5.                         | «Natural Disaster» (Nouveau Yorican Remix)              | 7:33     |  |
| 6.                         | «Natural Disaster» (Laidback Luke Extended Vocal Remix) | 6:59     |  |
| 7.                         | «Natural Disaster» (Instrumental Extended)              | 6:55     |  |

## Posicionamiento en listas
| Lista (2011)                                | Mejor posición |
| ------------------------------------------- | -------------- |
| Australia (ARIA)                            | 92             |
| Bélgica (Flandes) (Ultratip Bubbling Under) | 49             |
| Eslovaquia (Radio Top 100 Chart)            | 31             |
| Escocia (The Official Charts Company)       | 35             |
| Reino Unido (UK Dance Chart)                | 7              |
| Reino Unido (UK Indie Chart)                | 4              |
| Reino Unido (UK Singles Chart)              | 37             |
| República Checa (Radio Top 100 Chart)       | 51             |